# Munteni (okręg Bihor)
Munteni – wieś w Rumunii, w okręgu Bihor, w gminie Bulz. W 2011 roku liczyła 558 mieszkańców.